# The Best of Ray Parker Jr. (2004)
The Best of Ray Parker Jr. è la decima ed ultima raccolta dedicata al musicista statunitense Ray Parker Jr., pubblicata dalla BMG in concomitanza con la Arista Records nel 2004.

## Il disco
A dispetto dell'omonima collezione datata 1999, The Best of Ray Parker Jr. riesce a suddividere i propri spazi fra i successi del Parker solista e dei Raydio. Come il suo predecessore, anche questo disco è stato lanciato come esclusiva per il mercato giapponese.

## Tracce
Testi e musiche di Ray Parker Jr.
1. A Woman Needs Love (Just like You Do) - 4:04
2. Old Pro - 4:44
3. You Can't Change That - 3:25
4. It's Your Night - 6:40
5. Jamie - 4:16
6. It's Our Own Affair
7. Jack and Jill - 4:37
8. It's Time to Party Now - 4:58
9. Woman Out of Control - 4:13
10. Bad Boy - 4:14
11. That Old Song - 4:10
12. Girls Are More Fun - 4:47
13. The Other Woman - 4:05
14. I Still Can't Get Over Loving You
15. Two Places at the Same Time - 3:55
16. In the Heat of the Night - 4:15
17. Can't Keep from Cryin' - 3:41
18. Let's Go All the Way - 4:13